# Linz am Rhein
Linz am Rhein (Linz pe Rin) este un oraș așezat la jumătatea drumului dintre Köln și Koblenz, în  asociația municipală Linz am Rhein, districtul Neuwied, în nordul landului Rheinland-Pfalz, aproape de granița cu  Nordrhein-Westfalen.

## Galerie de imagini

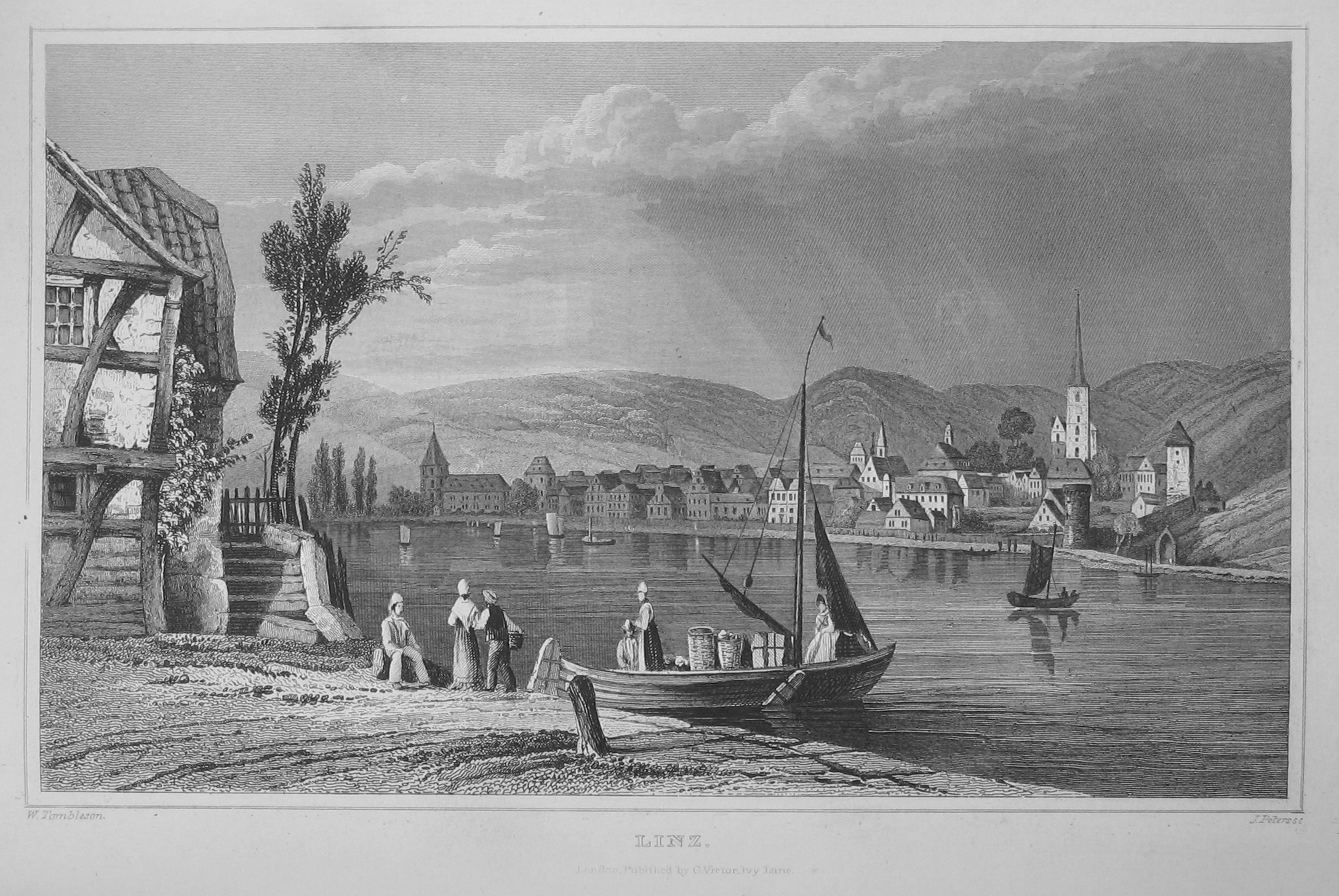
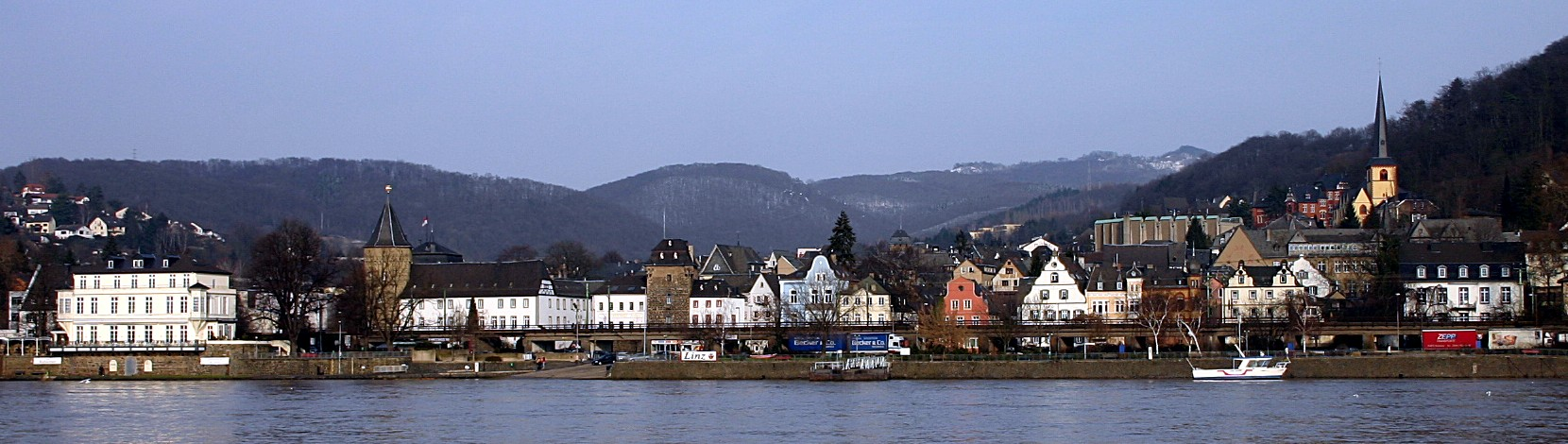
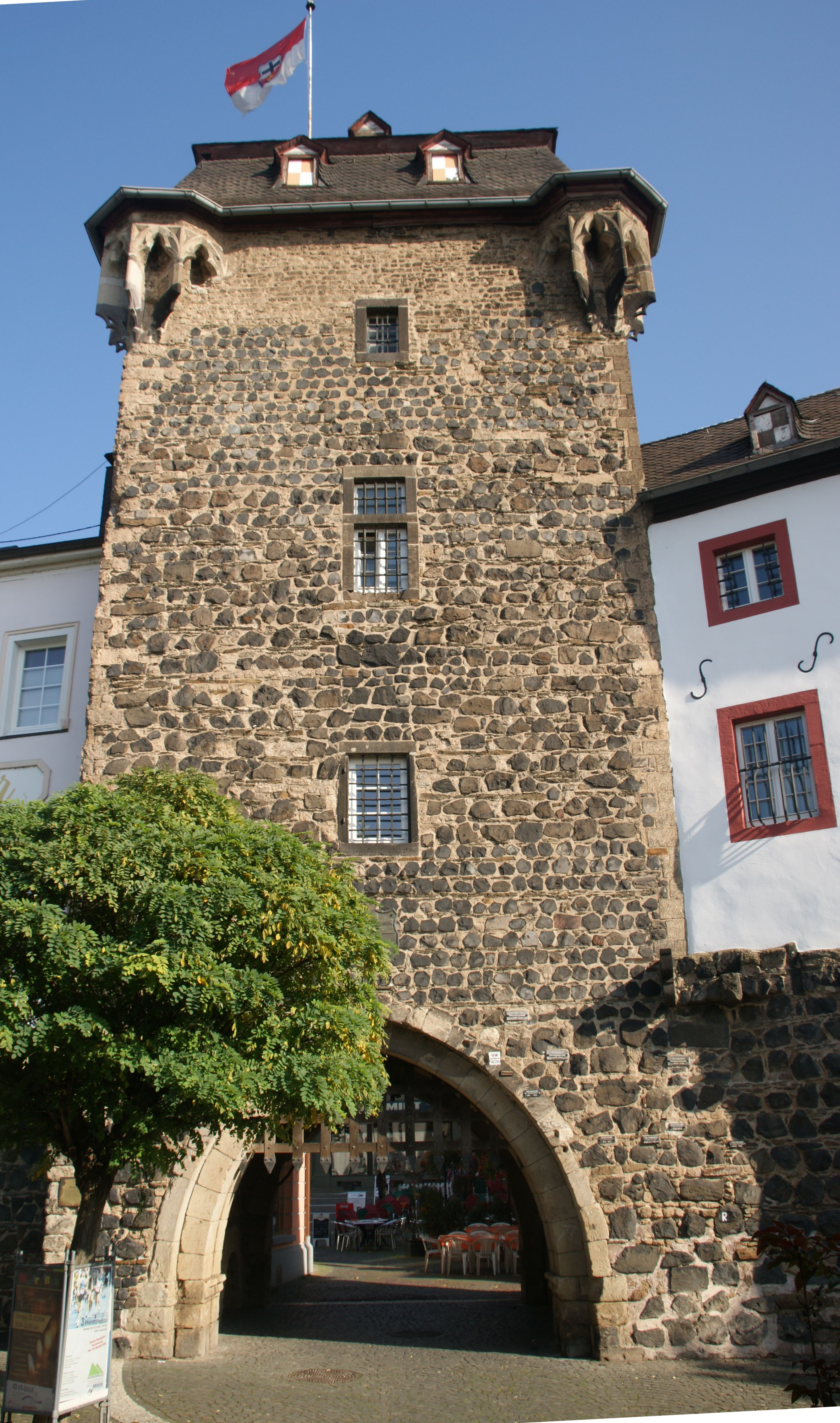
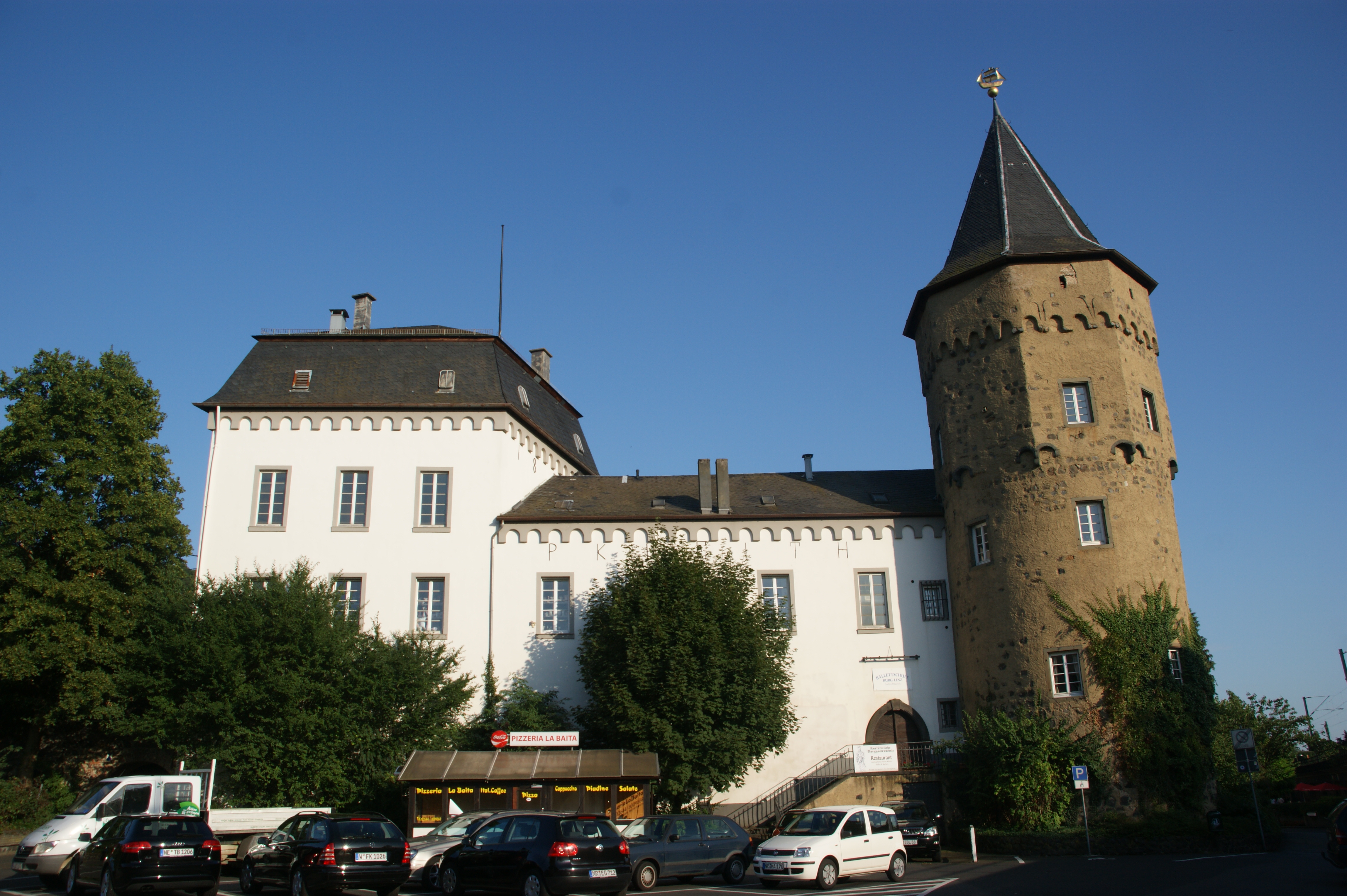

1. ↑   https://www.linz.de/stadt-linz/politik/stadtspitze, accesat în 14 martie 2025 Lipsește sau este vid: |title= (ajutor)
2. ↑  Alle politisch selbständigen Gemeinden mit ausgewählten Merkmalen am 31.12.2018 (4. Quartal) (în germană), Statistisches Bundesamt[*], arhivat din original la 10 martie 2019, accesat în 10 martie 2019